# Casilda Hernáez
Pour les articles homonymes, voir Hernáez.
Soledad Casilda Hernáez Vargas ou dans sa langue de naissance Kasilda en basque, connue aussi sous le pseudonyme de Kasi, née à Zizurkil le 9 avril 1914 et morte à Biarritz le 31 août 1992, est une militante anarchiste et féministe basque espagnole. Elle passe la majeure partie de sa vie dans le quartier d'Egia à Saint-Sébastien. Félix Likiniano fut son partenaire de vie.

## Biographie
Sa mère est issue de familles anarchistes et bohémiennes, sa grand-mère étant une gitane de Navarre. Kasilda grandit donc dans un environnement empreint de liberté. Kasilda nait dans l'orphelinat de Fraisoro à Zizurkil, d'une mère non mariée et de père inconnu. Après avoir passé son enfance à Zizurkil, ils déménagent à Saint-Sébastien. Avec le mouvement anarchiste, elle s'implique en tant que défenseure des droits et de la liberté des femmes. Entre autres, elle crée l'émoi en se baignant nue à la plage de Saint-Sébastien,.
Révolutionnaire, elle est arrêtée par la police en 1934 pour possession d'explosifs et pour propagande anarchiste, puis elle est condamnée à 29 ans de prison. Elle est emprisonnée au fort de Guadalupe sur le Jaizkibel, et de là emmenée à Alcalá de Henares. Elle est libérée après les élections de février 1936.
Au début de la guerre civile espagnole, avec Félix Likiniano, elle participe à la défense des monts Aiako Harria et San Martzial. Une fois Irun perdu, elle se rend au Labourd, et de là en Catalogne.
Encore une fois, elle repassera la frontière, puis ira à la frontière de l'Aragon. À la suite du départ du front des femmes, elle se rend à Barcelone pour travailler dans une fabrique de vêtements pour la milice. La guerre perdue, au côté de son compagnon Likiniano, elle repasse définitivement de l'autre côté de la frontière, et rejoint le camp de Saint-Cyprien. Puis le couple part à Bayonne, à Bordeaux et en Bretagne (Lorient). 
Pendant la Seconde Guerre mondiale, quand les Allemands occupent la France, ils collaborent avec la résistance. Après avoir passé quelque temps à Paris, ils retournèrent en 1943 au Pays basque, à Biarritz. Elle y vécut jusqu'à sa mort en 1992.
Sur sa tombe à Biarritz, il est inscrit :
« Andra! Zu zera bukatzen ez den sua! »
(Femmeǃ Tu es le feu qui jamais ne s'éteintǃ)

## Une rue en son nom
Dans le quartier donostiarra d'Egia, le nom de Kasilda Hernáez est encore très apprécié et estimé. Plus d'une fois, il a été demandé au conseil municipal de Saint-Sébastien de nommer une rue ou une place en son honneur, mais la proposition n'a pas encore abouti.